# Кист, Флорентиус Корнелис
Флорентиус Корнелис Кист (нидерл. Florentius Cornelis Kist; 28 января 1796, Арнем — 23 марта 1863, Утрехт) — нидерландский музыкальный критик.
Сын священника. Окончил медицинский факультет Лейденского университета (1818), защитив диссертацию, посвящённую сравнительному историческому анализу пельвиметров — приспособлений для измерения размеров живота у беременной женщины. Некоторое время практиковал как медик в Гааге, затем решил отказаться от медицинской карьеры ради музыки. Занимался организацией концертов, в 1822 году дебютировал как музыкальный критик в первом нидерландском музыкальном издании «Амфион» под редакцией Н. В. Шрёдера-Штейнмеца. В 1840—1844 гг. главный редактор «Нидерландской музыкальной газеты» (нидерл. Nederlandsch Muzikaal Tijdschrift). После конфликта с издателем основал в 1845 году собственный музыкальный журнал Caecilia, выходивший дважды в месяц и тремя годами позже поглотивший предыдущее издание; этот журнал Кист возглавлял до 1852 года. Сотрудничал также с зарубежными изданиями — в частности, регулярно помещая корреспонденции о нидерландской музыкальной жизни в лейпцигской газете «Сигналы для музыкального мира».
Опубликовал книги «Состояние протестантского церковного пения в Нидерландах» (нидерл. De toestand van het Protestantsche Kerkgezang in Nederland; 1840), «История жизни Орландо ди Лассо» (нидерл. Levensgeschiedenis van Orlando di Lasso; 1841) и «Основы истории музыки» (нидерл. Grondtrekken van de Geschiedenis der Muziek; 1851).
Действительный член Общества нидерландской литературы в Лейдене (1848).